# 佐治亚号潜艇
佐治亚号潜艇 (SSGN-729)，属于俄亥俄级核潜艇序列，是美国海军中第二艘以佐治亚州之名命名的军舰。
1976年2月20日，位于康涅狄格州格罗顿的通用动力下属公司电船公司获得建造该潜艇的合同；1979年4月7日，建造方开始铺设龙骨。1982年11月6日，希拉米·M·沃特金斯夫人主持了该潜艇的下水仪式；该潜艇于1984年2月11日作为弹道导弹核潜艇正式服役，A·W·库尔斯特和M·P·格雷分别被任命为“蓝色”和“金色”代号轮值船员组的指挥官。该潜艇后被改装为巡航导弹核潜艇，其上携带的导弹改为精确制导的巡航导弹。
1984年3月至4月，佐治亚号潜艇进行了它的首次试航；1986年4月7日，它在东区试验场试射了一枚“三叉戟”Ⅰ型导弹。1984年11月，佐治亚号潜艇抵达其母港——华盛顿州的班戈海军潜艇基地。1985年1月，该潜艇开始了其第一次的战略威慑巡逻。1983年9月至1986年5月，它隶属于14.7.1特遣部队；期间曾荣获“功勋团队奖章”。另外，该潜艇因其于1986年2月至1986年8月间的潜艇行动而在此荣获“功勋团队奖章”。
1986年3月22日，在中途岛附近海域，美国海军塞克塔号潜艇 (YTM-417)在完成与佐治亚号潜艇之间的人员转移活动后不久，由于失去动力而撞向了佐治亚号潜艇。塞克塔号潜艇其后沉没，其上的10名艇员获救，但另有2名溺水身亡。佐治亚号未受到损坏。
2001年，该潜艇上的“金色”代号轮值船员组获颁战斗效力奖章。
2003年10月30日，佐治亚号潜艇在完成其第65次也是最后一次战略威慑巡逻后返航。
2003年11月7日，佐治亚号潜艇进入班戈海军潜艇基地的船坞中，其上的三叉戟导弹被尽数卸下。该潜艇的每个发射管被打开之后，工作人员即往其中放下悬梯，一名艇员进入管道之中，使用起重设备将导弹吊起。此过程进展顺利，但在处理第16号发射管时发生了事故——操作人员在爬出管道之后未将悬梯抽出，遂在导弹吊起的过程中，悬梯将其鼻锥处划出了一道9英寸（229毫米）的裂口。所幸未出现放射性物质的泄露。因为该事故，导弹处理小组中的三名军官接受了军事法庭的审判。太平洋地区的战略武器设施也被立即关停并接受了海军部的检查，在检查中海军部发现了重大的问题。太平洋地区战略武器设施的指挥官——基思·莱尔斯海军上校于12月19日被解除职务；其后其副手菲利普·杰克逊海军中校、武器官马歇尔·米利特海军中校和士官长主任史蒂芬·佩里海军中校也相继被解职。2004年1月9日，在新的指挥官到任之后，太平洋地区战略武器设施得以重新开启，并通过了新一轮的检查。佐治亚号潜艇的船员围在该风波中受到影响。
2005年3月，佐治亚号潜艇进入了诺福克海军造船厂，开始进行计划中的燃料加装。同时也开始了改装为巡航导弹核潜艇的工作。2008年2月，改装工作完成。3月28日，佐治亚号潜艇驶回其新母港——佐治亚州的金斯湾海军基地，佐治亚州州长桑尼·普度为其主持了一个欢迎仪式。

## 大众文化中的佐治亚号潜艇
- 汤姆·克兰西的小说《猎杀红色十月号》曾提及佐治亚号潜艇。
- 在1996年的电影《独立日》中出现了佐治亚号潜艇，但是与该潜艇相关的电影胶片却是来自于电影《赤色风暴》。